# Route transsibérienne
La route transsibérienne est un nom non officiel donné à différents tronçons de routes fédérales traversant de part en part la Russie et notamment l'immense territoire de la Sibérie, depuis Saint-Pétersbourg sur la mer Baltique jusqu'à Vladivostok sur l'océan Pacifique, en passant naturellement par la capitale russe Moscou.
La route transsibérienne s'étire sur près de 11 000 kilomètres entre ses deux extrémités, de la mer Baltique à l'océan Pacifique. Elle partage avec la route transcanadienne et l'Autoroute 1 australienne (en) d'être l'une des trois routes nationales les plus longues du monde.
Elle possède des sections à 2×2 voies ainsi que d'autres avec une voie dans chaque sens traversant des forêts, enneigées pendant certaines parties de l'année. La route devrait à terme être totalement mise aux normes autoroutières avec un nouveau accès par Kazan et Iékaterinbourg. La M12 est actuellement en construction entre Moscou et Kazan dans le cadre de ce projet.
La route transsibérienne possède plusieurs numérotations selon les tronçons de son parcours.
La partie occidentale et européenne, jusqu'à l'Oural, possède à la fois une numérotation russe et européenne. La partie asiatique est enregistrée avec un code relevant du réseau routier asiatique.

## Histoire
La route a été commencée en 1981 et s'est achevée le 12 août 2015 avec le pavement d'une section de 17 kilomètres dans le District de Tulunsky (en),.

## Tracé et dénominations
- Partie européenne. La numérotation est double et comporte à la fois un numéro russe et un autre européen.
  - De Saint-Pétersbourg à Moscou, l'autoroute M10 surnommée "Rossiya", relie les deux capitales historiques sur 680 kilomètres. Elle constitue la partie orientale de la E 105. Elle fait 664 km.
  - De Moscou à Tcheliabinsk, l'autoroute M5 franchit les cols montagneux de l'Oural. Elle constitue la partie finale de la E 30. Elle fait 1 880 km.

- Partie asiatique. La numérotation est différente et relève du réseau routier asiatique et russe. Avant le 1er janvier 2018, le tronçon de Tcheliabinsk à Tchita était connu sous les noms M51, M53 et M55 mais par décret, elles sont maintenant[5] :
  - R254 de Tcheliabinsk à Novossibirsk, 1 528 km.
  - R255 de Novossibirsk à Irkoutsk, 1 860 km.
  - R258 d'Irktousk à Tchita, 2 100 km.
  - R297 de Tchita à Khabarovsk, 2 106 km[6].
  - A370 de Khabarovsk à Vladivostok, 752 km[7].

## Galerie

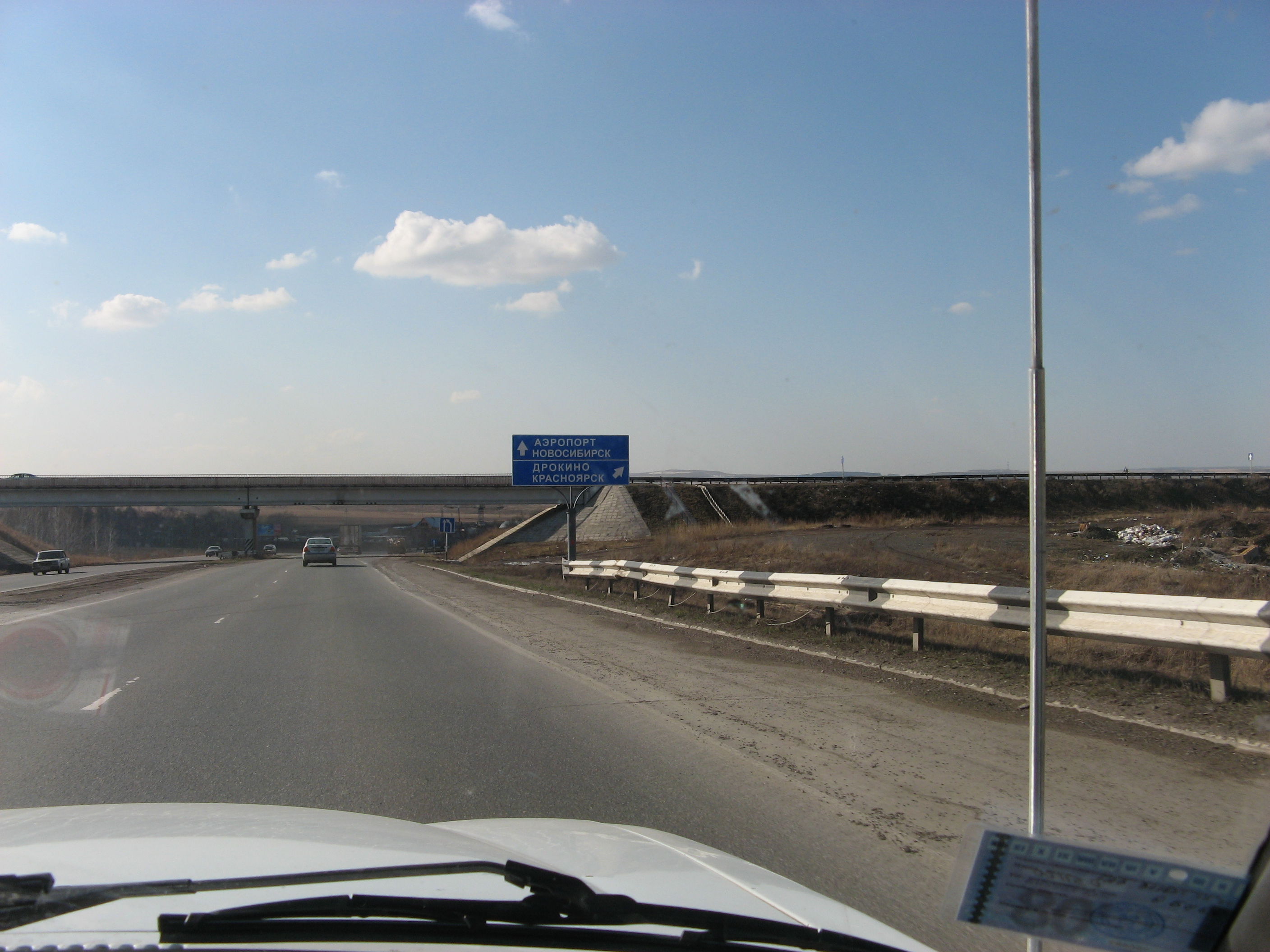
L'autoroute M53 en direction de l'aéroport de Novossibirsk et de Krasnoïarsk
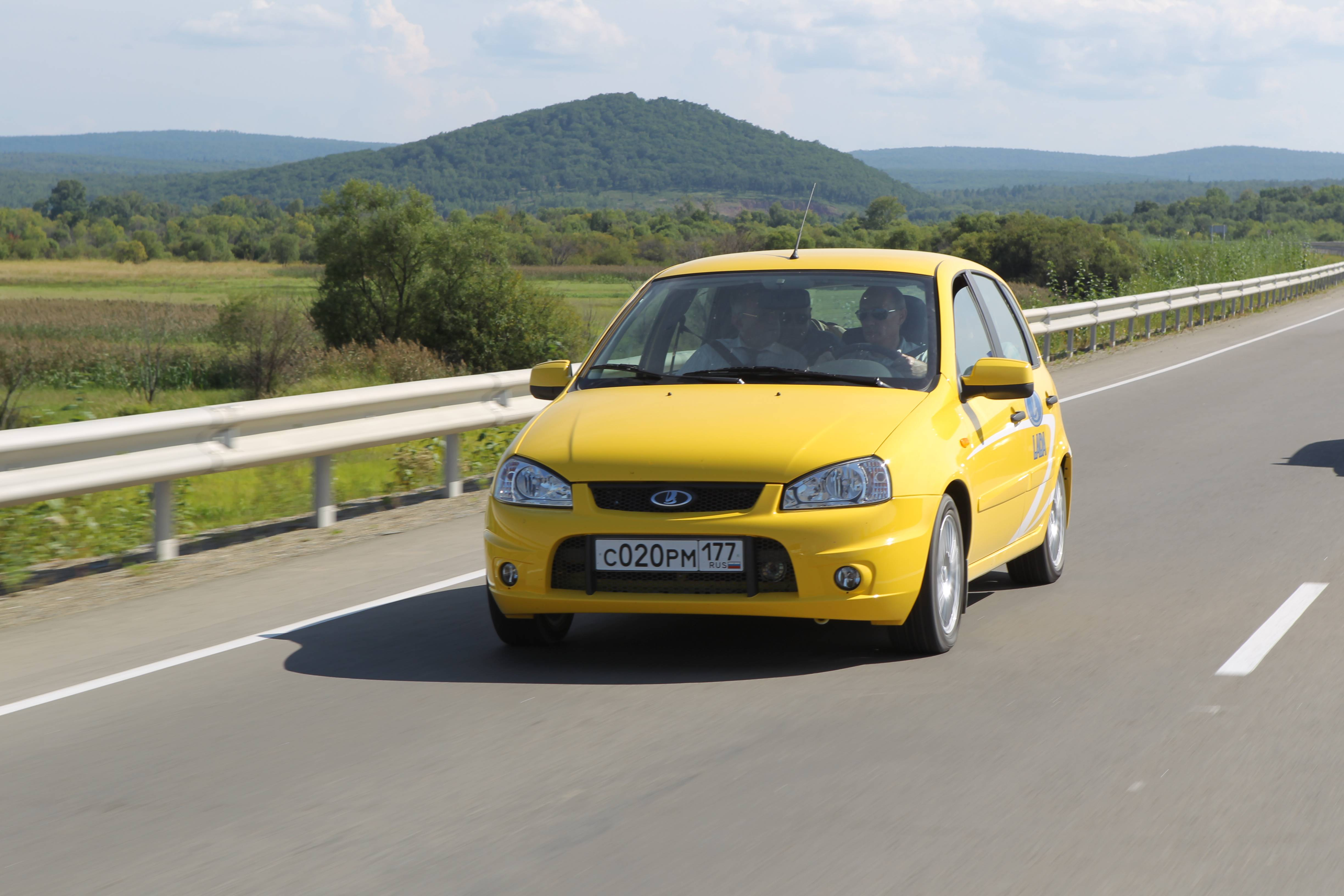
Le premier ministre russe Vladimir Poutine en 2010, conduisant la route de l'Amour nouvellement pavée dans une Lada Kalina en 2010
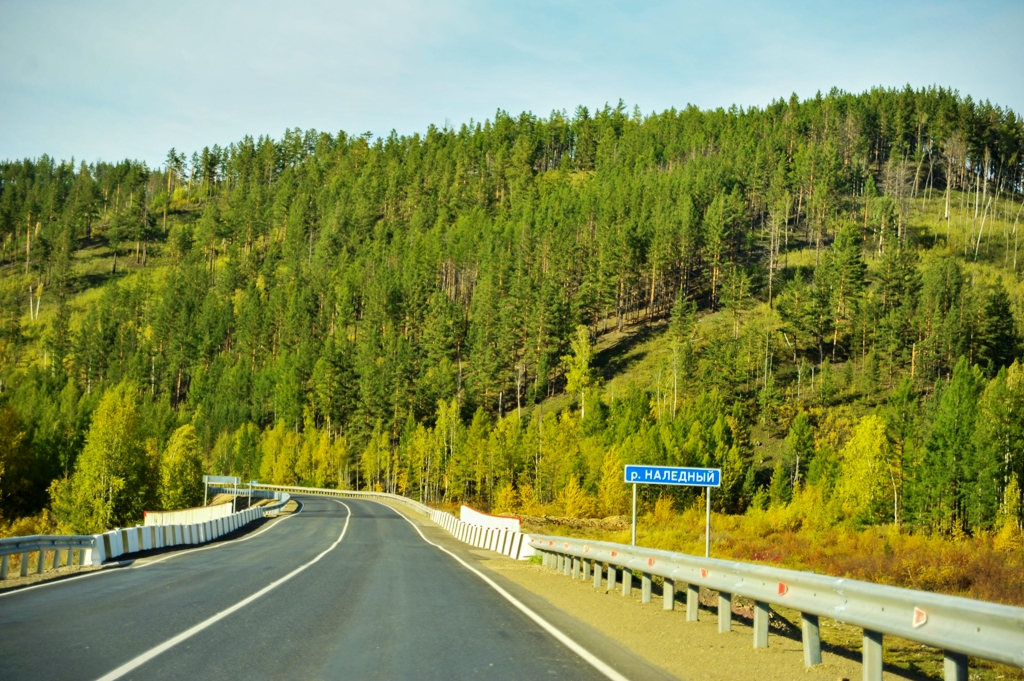
Route P258 (R258)

## Littérature
Le roman Michel Strogoff, écrit par le célèbre romancier d'anticipation Jules Verne, relate déjà le parcours sur la route Saint-Pétersbourg - Irkoutsk à l'époque de la Russie impériale.